# Kelkworm
De gewone kelkworm (Pedicellina cernua) is een soort in de taxonomische indeling van de kelkwormen (Entoprocta). De worm behoort tot het geslacht Pedicellina en behoort tot de familie Pedicellinidae. De wetenschappelijke naam van de soort werd in 1774, als Brachionus cernuus, voor het eerst geldig gepubliceerd door Peter Simon Pallas.

## Beschrijving
Individuele kelkwormen kunnen groeien tot 500 µm. Deze kelkworm is te herkennen aan zijn relatief dikke steel (pedunculus), die soms bezet is met stekeltjes. De steel bestaat voor het grootste gedeelte uit lengtespieren, die zorgen voor de knikkende bewegingen. Ze kunnen zich zowel geslachtelijk als ongeslachtelijk voortplanten.

## Verspreiding
Hoewel Pedicellina cernua inheems is in Noordwest Europa (onder andere het Nederlandse deel van de Noordzee), is deze soort ook al op de Amerikaanse oost- en westkust is aangetroffen.